# Birmingham Power
Le Birmingham Power sono state una franchigia di pallacanestro della NWBL, con sede a Birmingham, in Alabama, attive tra il 2001 e il 2005.
Persero la finale del 2001 per 90-75 con le Atlanta Justice. Si sciolsero dopo il campionato del 2005.

## Stagioni
| Stagione | Lega | Denominazione    | V  | P  | %    | Piazzamento | Play-off    |
| -------- | ---- | ---------------- | -- | -- | ---- | ----------- | ----------- |
| 2001     | NWBL | Birmingham Power | 8  | 7  | 53,3 | 3º          | Finale      |
| 2002     | NWBL | Birmingham Power | 15 | 5  | 75,0 | 2º          | Primo turno |
| 2003     | NWBL | Birmingham Power | 9  | 12 | 42,9 | 5º          | Primo turno |
| 2004     | NWBL | Birmingham Power | 8  | 13 | 38,1 | 5º          | Primo turno |
| 2005     | NWBL | Birmingham Power | 8  | 16 | 33,3 | 5º          | -           |